# Wedge Tomb von Ballynastaig

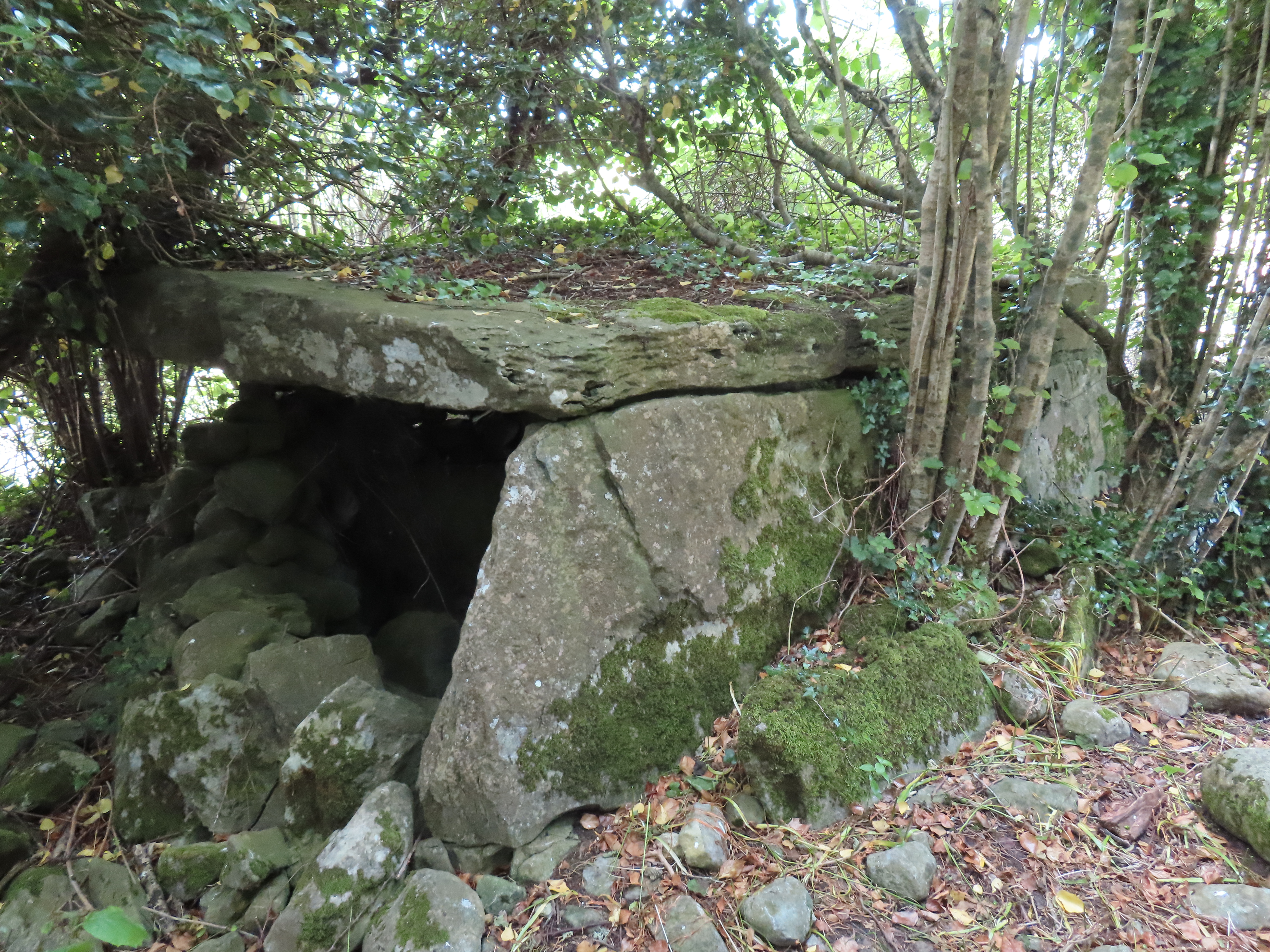
Ballynastaig, Wedge Tomb

Das Wedge Tomb von Ballynastaig (irisch Baile na Stéige), nordöstlich von Gort im County Galway in Irland, liegt nur etwa 15 km östlich des Burren im County Clare und ist ein fast vollständiges Wedge Tomb mit einem massiven Deckstein und enorm großen Seitensteinen. Wedge Tombs (dt. „Keilgräber“, früher auch wedge-shaped gallery graves genannt) sind doppelwandige, ganglose, mehrheitlich ungegliederte Megalithanlagen der späten Jungsteinzeit und der frühen Bronzezeit und neben Court Tombs, Portal Tombs und Passage Tombs typisch für die Westhälfte Irlands.
Einige Steine des Cairns an der Vorderseite sind abhandengekommen. Mengen von Steinmaterial liegt neben der Anlage. Im Inneren kann man sehen, dass der Deckstein zu brechen beginnt, und es gibt einige lose Trümmer. Die Kammer ist mit etwa 5,0 m besonders lang, 1,5 m breit und hat eine für Anlagen dieses Typs charakteristische Höhe von unter 1,0 m. Das Denkmal steht in einem Dickicht von Brombeerhecken und Dornbüschen.
Der östlich gelegene Ballynastaig Wood ist ein Naturreservat.

## In der Nähe
- 800 m nördlich von Ballynastaig liegt das Portal Tomb von Crannagh.